# Прапор Тишківців
Пра́пор Тишкі́вців — офіційний символ села Тишківці, Городенківського району Івано-Франківської області, затверджений 18 червня 1999 р. рішенням Тишківської сільської ради.
Автори — А. Гречило та Б. Купчинський.

## Опис
Квадратне полотнище складається з трьох рівних висхідних діагональних смуг червоного, жовтого і чорного кольорів. У центрі жовтої смуги червоний хрест, поверх якого два перекинуті сині мечі з червоними руків'ями, покладені V-подібно. У верхньому і нижньому кутах жовтої смуги по одному трояндовому кущу з зеленими гілками і трьома червоними трояндами із зеленим листям і жовтими серцевинами кожен.

## Значення символів
Троянда (дика ружа) — основний елемент давнього (XVIII ст.) герба Тишківців. Хрест і мечі свідчать про давній сільський пам'ятник Хрест з двома мечами на куті «Осередок». Хрест — символ віри, відображає місцеві церкви. Мечі — символи боротьби і нескореності. Геральдичні кущі троянд свідчать про давні легенди про густі зарості цієї квітки навколо села. Чорно-червоні кольори відповідають традиції місцевої вишивки, а жовтий характеризує сільське господарство, є символом щедрості й багатства.